# Theages apiceflava
Theages apiceflava är en fjärilsart som beskrevs av William James Kaye 1914. Theages apiceflava ingår i släktet Theages och familjen björnspinnare. Inga underarter finns listade i Catalogue of Life.